# Swedish Game Awards

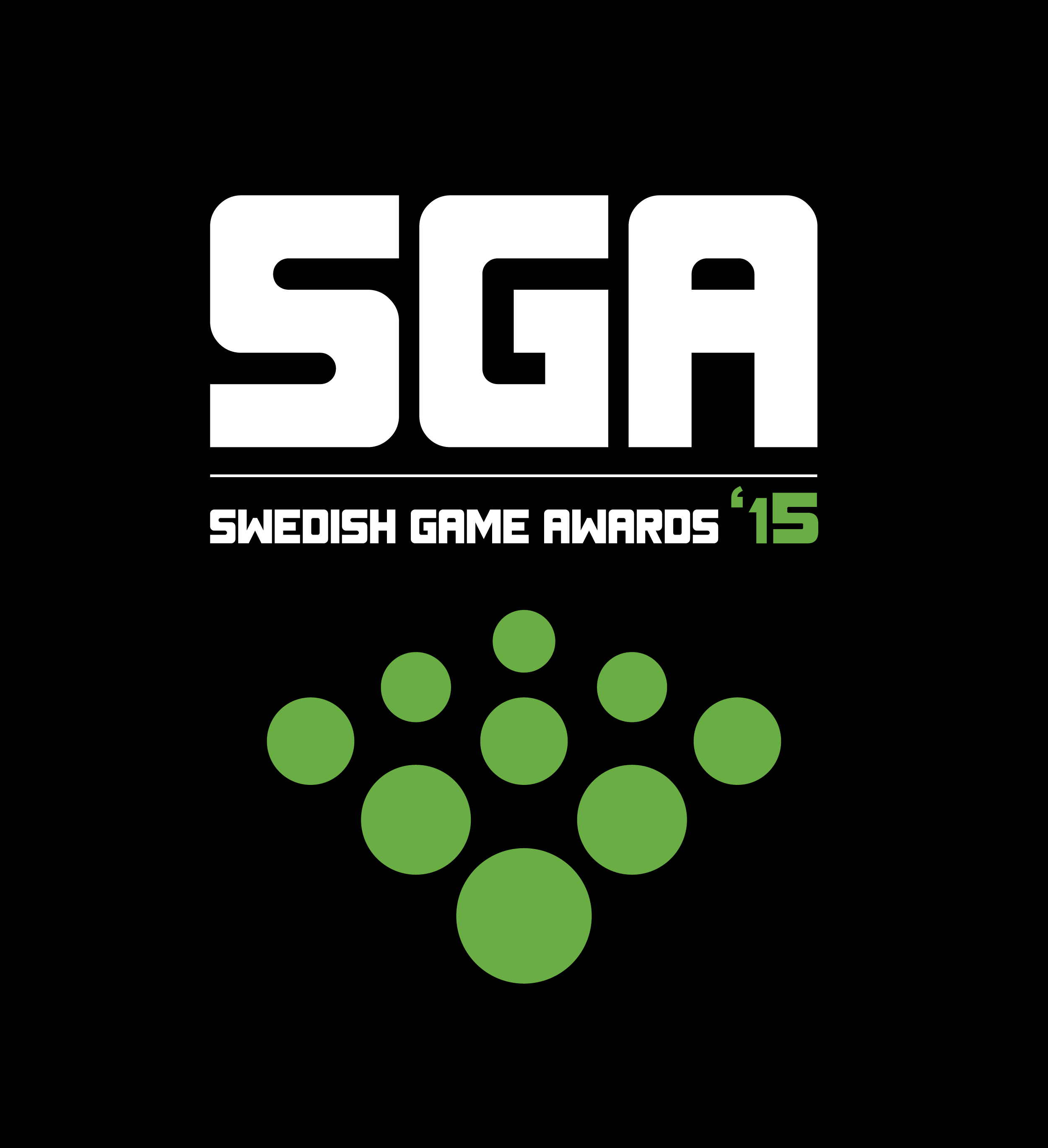
_{Logotyp för Swedish Game Awards år 2015, gjord av Victor Blomqvist Ankarberg.}

Swedish Game Awards (SGA) är en spelutvecklartävling för oberoende spelutvecklare som grundades 2002 och är idag[när?] Nordens största i sin kategori. Swedish Game Awards var med och grundade Norwegian Game Awards 2008. Swedish Game Awards drivs ideellt av studenter och alla pengar som kommer i form av sponsorer används för att förbättra tävlingen och som pris till tävlingens vinnare. Tidigare sponsorer inkluderar Digital Illusions CE, Arrowhead Game Studios, Rovio Entertainment med mera.